# Соверцене
Соверцене (итал. Soverzene) је насеље у Италији у округу Белуно, региону Венето.
Према процени из 2011. у насељу је живело 314 становника. Насеље се налази на надморској висини од 421 м.

## Становништво
Према резултатима пописа становништва 2011. у општини је живело 418 становника.
| 1931. | 1936. | 1951. | 1961. | 1971. | 1981. | 1991. | 2001. | 2011. |
| ----- | ----- | ----- | ----- | ----- | ----- | ----- | ----- | ----- |
| 248   | 287   | 378   | 402   | 435   | 443   | 414   | 422   | 418   |